# Marilyn Hassett
Marilyn Hassett (Los Angeles, 17 dicembre 1947) è un'attrice statunitense.
È conosciuta soprattutto per la sua interpretazione della sciatrice Jill Kinmont ne Una finestra sul cielo (1975) di Larry Peerce, per cui ottenne la candidatura al Golden Globe per la migliore attrice in un film drammatico nel 1976. Tra gli altri suoi film, si ricordano Panico nello stadio (1976) di Larry Peerce e Il segno della vendetta (1988) di J. Lee Thompson.

## Filmografia parziale
- Non si uccidono così anche i cavalli? (They Shoot Horses, Don't They?), regia di Sydney Pollack (1969)
- Una finestra sul cielo (The Other Side of the Mountain), regia di Larry Peerce (1975)
- Panico nello stadio (Two-Minute Warning), regia di Larry Peerce (1976)
- Il bunker del terrore (Massive Retaliation), regia di Thomas A. Cohen (1984)
- La signora in giallo (Murder, She Wrote) – serie TV, episodi 1x01-4x03-4x21 (1984-1988)
- Il segno della vendetta (Messenger of Death), regia di J. Lee Thompson (1988)